# Bernardino Rivadavia
Bernardino Rivadavia (født 20. maj 1780 i Buenos Aires, død 2. september 1845 i Cádiz) var en argentinsk advokat og politiker, der var Argentinas første præsident mellem 8. februar 1826 og 7. juli 1827.
1. ↑  Navnet er anført på engelsk og stammer fra Wikidata hvor navnet endnu ikke findes på dansk.